# Новакова Муза Іванівна
Нова́кова Му́за Іва́нівна (нар. 1927) — радянський український архітектор.

## Біографія
Народилася у 1927 р. в с. Любомирка Піщано-Бродського району на Одещині (зараз — Добровеличківський район Кіровоградської області). Закінчила Львівський політехнічний інститут.
Працювала у Вінницькому облпроекті архітектором (1954–1960 рр.); у Вінницькому обласному відділі у справах будівництва та архітектури головним архітектором міста Вінниці (1960–1965 рр.); у Вінницькій філії «Діпроцивільпромбуду» головним архітектором архітектурно-планувальної майстерні № 2. Була депутатом Вінницької міської ради у 1961–1964 рр.
У 2002 році переїхала до м. Львова, де і проживає по сьогодні.

## Творчий доробок
Об'єкти, створені за участю Музи Новакової, й до сьогодні помітні у місті Вінниці. Водночас, як зразки максимально функціональної радянської архітектури 60-70-х років XX ст. зі скла, металу та бетону, потребують реконструкції:
- Будинок Вінницького міського комітету Компартії (тепер — Будівля адміністративного суду, вул. Визволення, 8) у співавторстві з С. І. Рабіним, 1956–1957 рр.;
- Фонтан у парку ім. Горького (тепер — Центральний міський парк відпочинку) у співавторстві з С. І. Рабіним, 1951 р., 1958 р.;
- Вхід у парк з вул. Грушевського (колишньої — вул. Котовського), 1958 р.;
- Критий ринок «Урожай», 1959–1960 рр.;
- Планування і забудова II, III і V мікрорайонів житлового масиву «Вишенька» разом з С. І. Рабіним, Г. І. Кравцовим, 1965–1969 рр.;
- Широкоформатний кінотеатр «Росія», 1970–1971 рр.;
- Готель «Південний Буг», 1970 р.;
- Автовокзал у Вінниці, 1965 р.
- Будівлі навчальних корпусів Вінницького політехнічного інституту, 1965–1969 рр.;
- Пологовий будинок на вул. Коцюбинського, 50 y Вінниці, 1969 р.

та ін.

## Галерея
|                                                      |
| Будинок адміністративного суду на вул. Визволення, 8 |

|                             |
| Фонтан у парку ім. Горького |

|                                 |
| Вхід у парк з вул. Грушевського |

|                                                          |
| Колишній кінотеатр «Росія» на вул. Соборній у м. Вінниці |

|                                   |
| Широкоформатний кінотеатр «Росія» |

|                        |
| Готель «Південний Буг» |

|                      |
| Автовокзал у Вінниці |

|                                             |
| Пологовий будинок на вул. Коцюбинського, 50 |

|                          |
| Ринок «Урожай» у Вінниці |

## Родина
Має чоловіка, Потупейко Михайла Миколайовича. Діти: Потупейко Валентина Михайлівна, Потупейко Людмила Михайлівна, Потупейко Леся Михайлівна. Внуки: Парижак Соломія Ярославівна, Деревенко Любомир Євгенович. Правнук: Деревенко Олексій Любомирович.